# Salam Ouédraogo
Salam Ouédraogo (* 14. September 1994) ist ein burkinischer Leichtathlet, der sich auf den Hürdenlauf spezialisiert hat.

## Sportliche Laufbahn
Erste internationale Erfahrungen sammelte Salam Ouédraogo im Jahr 2024, als er bei den Afrikaspielen in Accra in 14,74 s den achten Platz im 110-Meter-Hürdenlauf belegte.
In den Jahren 2018, 2021 und 2023 wurde Ouédraogo burkinischer Meister im 110-Meter-Hürdenlauf sowie 2018 auch im 400-Meter-Hürdenlauf.

## Persönliche Bestleistungen
- 110 m Hürden: 14,54 s (−1,0 m/s), 18. März 2024 in Accra
- 400 m Hürden: 53,30 s, 18. August 2018 in Ouagadougou